# ليتس غيت روكد
«ليتس غيت روكد» (بالإنجليزية: Let's Get Rocked)‏، هي أغنية لفرقة الهارد روك البريطانية ديف ليبارد من ألبومها من عام 1992، أدرينالايز. بلغت الأغنية ذروتها في المرتبة الأولى على لائحة بيلبورد لأغاني ألبومات الروك، والمرتبة 15 على لائحة بيلبورد هوت 100، والمرتبة الثانية على لائحة الأغاني المنفردة في المملكة المتحدة.

## الخلفية والإصدار
قال المغني الرئيسي للفرقة جو إليوت بأن الأغنية عن شخصية الكرتون الشهيرة بارت سيمبسون عاصياً أوامر والديه وتخبر أيضاً قصة جو نفسه كصبي. ذكر أيضاً بأن سكان منشأ الفرقة شفيلد، إنجلترا سيفهمون كلمات الأغنية أكثر من أي شخص آخر.
إضافة لذلك، وفقاً لتصريح لجو إليوت على الألبومين التجميعيين روك أوف إيجز: ذا ديفينيتف كوليكشن وبيست أوف، فإن الأغنية كانت تهريبية حيث أن الفرقة كانت تعمل على أغنية «وايت لايتننغ» وأرادت القيام بشيء ما لتلطيف الجو. وفقاً للفرقة، فإن هذه الأغنية و«وايت لايتننغ» كانتا آخر أغنيتين سُجلتا للألبوم.
حصلت الأغنية على مكانتها الثابتة في حفلات الفرقة الموسيقية منذ إصدارها ولاتزال تُغنى حتى اليوم. هذه الأغنية هي واحد من الأغنيتين الاثنتين للفرقة التي صدرت بعد الثمانينات ولاتزال تتميز بكونها «ثابتة في أغاني الحفلات» (الأخرى هي أغنية عام 1993 «تو ستيبس بيهايند»).

## الأغنية المصورة
أُرفقت الأغنية بأغنية مصورة برسوم حاسوبية حديثة عهدها، والتي يُعتقد بأنها واحدة من رائدات الأغاني المصورة المنشأة بالحاسوب إلى جانب «ماني فور ناثينغ» لداير ستاريتس؛ كانت الأغنيتان كلتاهما من إخراج ستيف بارون. تتكون الأغنية من غناء الفرقة في استاد مصمم بالحاسوب فوق منصة مضاءة بأضواء إل إي دي بشكل علم الاتحاد، إضافة لمشاهد محركة برسوم منشأة بالحاسب تبرز شخصية باسم فلين المقتبسة من بارت سيمبسون كما ذكر المغني الرئيسي جو إليوت. يظهر فلين في لحظات متعددة من اليوم الاعتيادي لطفل مراهق، من بينها توبيخه من قِبل والده ليقوم بأعمال منزلية، أو النشاطات الجنسية من قِبل حبيبته.
ليس هذا الفيديو مميزاً لكونه الأول للفرقة بدون ستيف كلارك فقط، الذي مات في العام الفائت، لكنه أيضاً الوحيد لها كفرقة رباعية. لم يتم اختيار عازف الإيتار فيفيان كامبل لاستبدال كلارك بعدُ. لذلك، كانت الأداءات الأولية المباشرة للأغنية كفرقة رباعية قبل انضمام كامبل للفرقة.